# Jordanoleiopus testui
Jordanoleiopus testui là một loài bọ cánh cứng trong họ Cerambycidae.